# Anolis dunni
Anolis dunni – gatunek jaszczurki z rodziny Anolidae zamieszkujący suche lasy Meksyku.

## Systematyka
Gatunek zalicza się do rodzaju Anolis. Zaliczany bywał też do Norops, obecnie uznawanego za młodszy synonim Anolis.
Rodzaj Anolis umieszcza się obecnie w monotypowej rodzinie Anolidae. W przeszłości zaliczano go jednak do rodziny legwanowatych (Iguanidae).

## Rozmieszczenie geograficzne
Gatunek ten jest endemitem Meksyku, gdzie spotyka się go na terenie stanów Guerrero oraz Michoacán. Zamieszkuje podnóża gór do wysokości 1200 metrów n.p.m. od strony Oceanu Spokojnego.

## Siedlisko
A. dunni wiedzie nadrzewny, dzienny tryb życia w obrębie tropikalnych lasów suchych.

## Zagrożenia i ochrona
W Czerwonej księdze gatunków zagrożonych IUCN A. dunni jest klasyfikowany jako gatunek najmniejszej troski (LC, ang. Least Concern).
Trend populacyjny tego gatunku nie został określony, a jego zagęszczenie podlega wahaniom w zależności od miejsca.
Negatywny wpływ wywiera na gatunek przekształcanie lasów w tereny rolnicze. Jaszczurka ta podlega w Meksyku ochronie prawnej; nie stwierdzono jej występowania na obszarach objętych ochroną. Wedle IUCN ochrona gatunku wymaga przeprowadzenia dalszych badań.